# Boismont (Somma)
Boismont – miejscowość i gmina we Francji, w regionie Hauts-de-France, w departamencie Somma.
Według danych na rok 2011 gminę zamieszkiwało 468 osób, a gęstość zaludnienia wynosiła 30 osób/km² (wśród 2293 gmin Pikardii Boismont plasuje się na 497. miejscu pod względem liczby ludności, natomiast pod względem powierzchni na miejscu 174.).